# Envie de paternité
Envie de paternité (The Dad-Feelings Limited) est un épisode de la série télévisée d'animation Les Simpson. Il s'agit du onzième épisode de la trente-deuxième saison et du 695e de la série.

## Synopsis
À la suite d'une soirée quiz chez Moe, Kumiko, la femme du vendeur de BD, se lie d'amitié pour Marge du fait du point commun de leur mari : leur surpoids. En se rendant chez les Simpson pour découvrir les secrets de Marge, elle éprouve le sentiment de devenir mère grâce à Maggie. Cependant, le vendeur de BD ne partage pas ce sentiment et préfère fuir lorsqu'il doit réconforter Bart et Lisa. En se rendant alors à sa maison d'enfance, les Simpson vont découvrir les raisons derrière ce manque de soutien émotionnel...

## Réception
Lors de sa première diffusion, l'épisode a attiré 1,89 million de téléspectateurs.